# (35027) 1981 ET18
(35027) 1981 ET18 es un asteroide perteneciente al cinturón de asteroides, descubierto el 2 de marzo de 1981 por Schelte John Bus desde el Observatorio de Siding Spring, Nueva Gales del Sur, Australia.

## Designación y nombre
Designado provisionalmente como 1981 ET18.

## Características orbitales
1981 ET18 está situado a una distancia media del Sol de 2,614 ua, pudiendo alejarse hasta 3,069 ua y acercarse hasta 2,159 ua. Su excentricidad es 0,173 y la inclinación orbital 4,041 grados. Emplea 1544,30 días en completar una órbita alrededor del Sol.

## Características físicas
La magnitud absoluta de 1981 ET18 es 15,6. Tiene 1,994 km de diámetro y su albedo se estima en 0,307. 